# Jakob Hurt

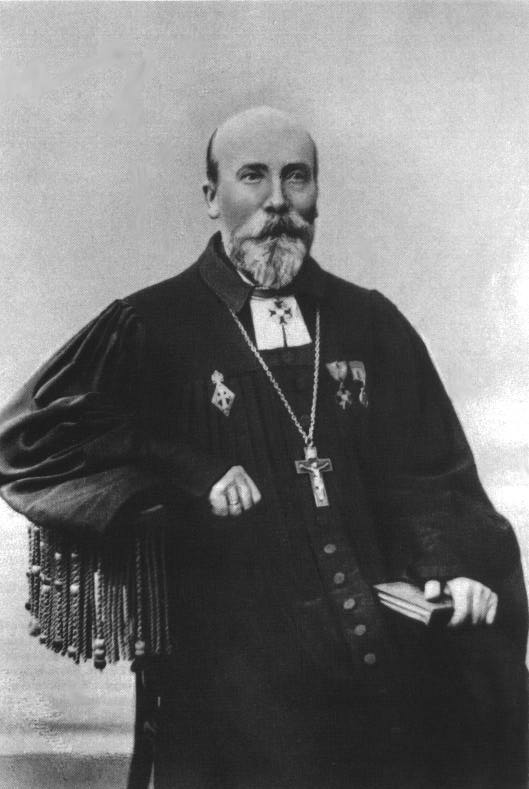

Jakob Hurt (22 juli 1839 - 13 januari 1907) was een Estse folklorist, theoloog en taalkundige. Hij staat bekend als de "koning van de Estse folklore" vanwege zijn toewijding aan het behoud van de Estse cultuur. Hurt is het meest bekend om zijn baanbrekende werk in folkloristisch onderzoek. In 1870 plande hij het ambitieuze Monumenta Estoniae Antiquae-project, waarbij hij 1400 vrijwillige verzamelaars mobiliseerde om folklore te documenteren, resulterend in een indrukwekkende verzameling van 124.000 pagina's.
Ondanks financiële uitdagingen slaagde Hurt erin twee volumes van volksliederen te publiceren onder de titel Vana kannel (Oude citer) in 1875-76, met latere uitgaven in 1938 en 1941. Hij deelde ook de liederen van de Setos in een driedelige collectie genaamd Setukeste laulud (De liederen van de Setos) tussen 1894 en 1907. Zijn nalatenschap wordt geëerd met monumenten in Tartu en Põlva, straatnamen in verschillende steden, en zijn afbeelding sierde ooit het Estse 10 kroon-biljet.